# Municipio de Swan (Kansas)
El municipio de Swan (en inglés: Swan Township) es un municipio ubicado en el condado de Smith en el estado estadounidense de Kansas. En el año 2010 tenía una población de 48 habitantes y una densidad poblacional de 0,52 personas por km².

## Geografía
El municipio de Swan se encuentra ubicado en las coordenadas 39°52′21″N 99°0′39″O / 39.87250, -99.01083. Según la Oficina del Censo de los Estados Unidos, el municipio tiene una superficie total de 92.49 km², de la cual 92,26 km² corresponden a tierra firme y (0,25 %) 0,23 km² es agua.

## Demografía
Según el censo de 2010, había 48 personas residiendo en el municipio de Swan. La densidad de población era de 0,52 hab./km². De los 48 habitantes, el municipio de Swan estaba compuesto por el 77,08 % blancos, el 4,17 % eran asiáticos, el 18,75 % eran de otras razas. Del total de la población el 31,25 % eran hispanos o latinos de cualquier raza.